# Municipio de Morton (Illinois)
El municipio de Morton (en inglés: Morton Township) es un municipio ubicado en el condado de Tazewell en el estado estadounidense de Illinois. En el año 2010 tenía una población de 17036 habitantes y una densidad poblacional de 183,99 personas por km².

## Geografía
El municipio de Morton se encuentra ubicado en las coordenadas 40°36′54″N 89°26′23″O / 40.61500, -89.43972. Según la Oficina del Censo de los Estados Unidos, el municipio tiene una superficie total de 92.59 km², de la cual 92.45 km² corresponden a tierra firme y (0.15%) 0.14 km² es agua.

## Demografía
Según el censo de 2010, había 17036 personas residiendo en el municipio de Morton. La densidad de población era de 183,99 hab./km². De los 17036 habitantes, el municipio de Morton estaba compuesto por el 96.38% blancos, el 0.69% eran afroamericanos, el 0.18% eran amerindios, el 1.27% eran asiáticos, el 0.01% eran isleños del Pacífico, el 0.52% eran de otras razas y el 0.96% pertenecían a dos o más razas. Del total de la población el 1.56% eran hispanos o latinos de cualquier raza.